# Tournoi de clôture du championnat de Colombie de football 2023
Navigation
Tournoi précédent Tournoi suivant
Le tournoi de clôture de la saison 2023 du Championnat de Colombie de football est le deuxième tournoi de la soixante-seizième édition du championnat de première division professionnelle en Colombie. Pour des raisons de sponsoring le tournoi est connu sous le nom Liga BetPlay Dimayor 2023-II.

## Déroulement de la saison
- lors de la phase régulière, les équipes s'affrontent une fois plus un match additionnel, pour un total de 20 rencontres[1].
- Les huit premiers de la phase régulière se  qualifient pour le tournoi de qualification. Les équipes sont réparties dans deux groupes de quatre et se rencontrent en match aller et retour, les premiers de chaque groupe se qualifiant pour la grande finale.
- Les deux premiers de groupe jouent la finale également en match aller et retour, le vainqueur est sacré champion de Colombie et se qualifie pour la Copa Libertadores 2024 et la Superliga Colombiana.

A la fin du tournoi, deux équipes seront reléguées, elles sont déterminées par un classement par coefficient calculé sur les trois dernières saisons.

## Les clubs participants
- Águilas Doradas
- Alianza Petrolera
- América de Cali
- Atlético Bucaramanga
- Atlético Huila - vainqueur des barrages de montée
- Atlético Nacional
- Boyacá Chicó- vainqueur de Primera B
- Deportes Tolima
- Deportivo Cali
- Deportivo Pasto
- Deportivo Pereira
- Envigado FC
- Independiente Medellín
- Jaguares
- Junior
- La Equidad
- Millonarios
- Once Caldas
- Santa Fe
- Unión Magdalena

## Compétition
Le barème utilisé pour établir l'ensemble des classements est le suivant :
- Victoire : 3 points
- Match nul : 1 point
- Défaite : 0 point

### Phase régulière

#### Classement
| Rang | Équipe                 | Pts | J  | G  | N  | P  | Bp | Bc | Diff |
| ---- | ---------------------- | --- | -- | -- | -- | -- | -- | -- | ---- |
| 1    | Águilas Doradas        | 44  | 20 | 12 | 8  | 0  | 35 | 12 | +23  |
| 2    | Independiente Medellín | 39  | 20 | 10 | 9  | 1  | 30 | 15 | +15  |
| 3    | América de Cali        | 37  | 20 | 10 | 7  | 3  | 35 | 19 | +16  |
| 4    | Deportes Tolima        | 37  | 20 | 11 | 4  | 5  | 23 | 17 | +6   |
| 5    | Atlético Nacional      | 33  | 20 | 10 | 3  | 7  | 33 | 21 | +12  |
| 6    | Junior                 | 30  | 20 | 8  | 6  | 6  | 29 | 17 | +12  |
| 7    | Millonarios T          | 30  | 20 | 8  | 6  | 6  | 21 | 20 | +1   |
| 8    | Deportivo Cali         | 28  | 20 | 7  | 7  | 6  | 25 | 25 | 0    |
| 9    | Alianza Petrolera      | 28  | 20 | 8  | 4  | 8  | 18 | 24 | -6   |
| 10   | La Equidad             | 26  | 20 | 5  | 11 | 4  | 19 | 20 | -1   |
| 11   | Atlético Bucaramanga   | 26  | 20 | 7  | 5  | 8  | 20 | 22 | -2   |
| 12   | Deportivo Pasto        | 25  | 20 | 6  | 7  | 7  | 16 | 20 | -4   |
| 13   | Independiente Santa Fe | 24  | 20 | 6  | 6  | 8  | 21 | 29 | -8   |
| 14   | Once Caldas            | 22  | 20 | 5  | 7  | 8  | 21 | 22 | -1   |
| 15   | Unión Magdalena        | 22  | 20 | 5  | 7  | 8  | 21 | 32 | -11  |
| 16   | Atlético Huila P       | 19  | 20 | 4  | 7  | 9  | 18 | 22 | -4   |
| 17   | Deportivo Pereira      | 19  | 20 | 5  | 4  | 11 | 19 | 28 | -9   |
| 18   | Boyacá Chicó P         | 19  | 20 | 3  | 10 | 7  | 15 | 26 | -11  |
| 19   | Jaguares de Córdoba    | 14  | 20 | 3  | 5  | 12 | 7  | 21 | -14  |
| 20   | Envigado FC            | 13  | 20 | 2  | 7  | 11 | 18 | 32 | -14  |

|  | Qualification pour le tournoi de qualification |
|  | T : Tenant du titre P : Promu de D2            |

### Deuxième phase
Les huit premiers sont répartis dans deux groupes de quatre équipes. Les deux vainqueurs de ces mini-championnats se retrouvent en finale.
En cas d'égalité de points, les têtes de série (1ère et 2ème place de la phase régulière) ont l'avantage. Les autres équipes sont départagées par la différence de buts.

#### Classement
| Rang | Équipe          | Pts | J | G | N | P | Bp | Bc | Diff |
| ---- | --------------- | --- | - | - | - | - | -- | -- | ---- |
| 1    | Junior          | 13  | 6 | 4 | 1 | 1 | 14 | 7  | +7   |
| 2    | Deportes Tolima | 12  | 6 | 4 | 0 | 2 | 15 | 8  | +7   |
| 3    | Águilas Doradas | 8   | 6 | 2 | 2 | 2 | 7  | 10 | -3   |
| 4    | Deportivo Cali  | 1   | 6 | 0 | 1 | 5 | 4  | 15 | -11  |

|  | Qualification pour la finale |

#### Groupe B
| Rang | Équipe                 | Pts | J | G | N | P | Bp | Bc | Diff |
| ---- | ---------------------- | --- | - | - | - | - | -- | -- | ---- |
| 1    | Independiente Medellín | 15  | 6 | 5 | 0 | 1 | 13 | 5  | +8   |
| 2    | Millonarios T          | 9   | 6 | 3 | 0 | 3 | 5  | 5  | 0    |
| 3    | Atlético Nacional      | 9   | 6 | 3 | 0 | 3 | 4  | 8  | -4   |
| 4    | América de Cali        | 3   | 6 | 1 | 0 | 5 | 4  | 8  | -4   |

|  | Qualification pour la finale |

### Finale
Les matchs se déroulent le 10 et le 13 décembre 2023.
| Équipe 1 | Résultat               | Équipe 2               | Aller | Retour |
| -------- | ---------------------- | ---------------------- | ----- | ------ |
| Junior   | 4 - 4 (t. a. b. 5 - 3) | Independiente Medellín | 3-2   | 1-2    |

## Classement cumulé
Le classement cumulé comprend les résultats du tournoi d'ouverture 2023 et du tournoi de clôture. Le champion du tournoi d'ouverture, Millonarios et le champion du tournoi de clôture sont qualifiés pour la Copa Libertadores 2024, l'équipe la mieux classée non qualifiée est qualifiée pour la phase de qualification avec le vainqueur de la Coupe de Colombie.
Les quatre équipes suivantes non qualifiées pour la Copa Libertadores sont qualifiées pour la Copa Sudamericana.
| Rang | Équipe                 | Pts | J  | G  | N  | P  | Bp | Bc | Diff |
| ---- | ---------------------- | --- | -- | -- | -- | -- | -- | -- | ---- |
| 1    | Águilas Doradas        | 93  | 52 | 25 | 18 | 9  | 78 | 54 | +24  |
| 2    | MillonariosOuv         | 92  | 54 | 25 | 17 | 12 | 66 | 50 | +16  |
| 3    | Atlético NacionalC     | 91  | 54 | 25 | 16 | 13 | 71 | 48 | +23  |
| 4    | Independiente Medellín | 88  | 54 | 24 | 16 | 14 | 79 | 56 | +23  |
| 5    | América de Cali        | 82  | 52 | 23 | 13 | 16 | 79 | 56 | +23  |
| 6    | JuniorClo              | 74  | 48 | 20 | 14 | 14 | 64 | 45 | +19  |
| 7    | Deportes Tolima        | 73  | 46 | 20 | 13 | 13 | 61 | 51 | +10  |
| 8    | Alianza Petrolera      | 68  | 46 | 19 | 11 | 16 | 53 | 51 | +2   |
| 9    | Deportivo Pasto        | 60  | 46 | 15 | 15 | 16 | 44 | 46 | -2   |
| 10   | Boyacá Chicó P         | 57  | 46 | 12 | 21 | 13 | 45 | 50 | -5   |
| 11   | La Equidad             | 52  | 40 | 10 | 22 | 8  | 39 | 37 | +2   |
| 12   | Deportivo Cali         | 52  | 46 | 12 | 16 | 18 | 49 | 66 | -17  |
| 13   | Independiente Santa Fe | 50  | 40 | 13 | 11 | 16 | 50 | 54 | -4   |
| 14   | Atlético Bucaramanga   | 46  | 40 | 11 | 13 | 16 | 35 | 43 | -8   |
| 15   | Deportivo Pereira      | 44  | 40 | 11 | 11 | 18 | 43 | 53 | -10  |
| 16   | Once Caldas            | 42  | 40 | 9  | 15 | 16 | 38 | 46 | -8   |
| 17   | Unión Magdalena        | 41  | 40 | 8  | 17 | 15 | 37 | 62 | -25  |
| 18   | Atlético Huila P       | 37  | 40 | 9  | 10 | 21 | 38 | 57 | -19  |
| 19   | Envigado FC            | 33  | 40 | 6  | 15 | 19 | 32 | 52 | -20  |
| 20   | Jaguares de Córdoba    | 33  | 40 | 7  | 12 | 21 | 23 | 47 | -24  |

|  | Qualification pour la Copa Libertadores 2024                                                                                 |
|  | Qualification pour le deuxième tour préliminaire de la Copa Libertadores 2024                                                |
|  | Qualification pour la Copa Sudamericana 2024                                                                                 |
|  | Relégation directe en Torneo BetPlay                                                                                         |
|  | Ouv : Vainqueur du tournoi Ouverture 2023 Clo : Vainqueur du tournoi Clôture 2023 C : Vainqueur de la Coupe de Colombie 2023 |

- La relégation est calculée sur les trois dernières saisons.

## Bilan de la saison
| Championnat de Colombie de football 2023 |                                                 |
| Champion                                 | Junior (10e titre)                              |
| Coupes et trophées                       |                                                 |
| Vainqueur de la Coupe de Colombie 2023   | Atlético Nacional                               |
| Qualifications continentales             |                                                 |
| Copa Libertadores 2024                   | Millonarios (Champion tournoi d'ouverture)      |
| Copa Libertadores 2024                   | Junior (Champion du tournoi clôture)            |
| Copa Libertadores 2024                   | Águilas Doradas                                 |
| Copa Libertadores 2024                   | Atlético Nacional (Vainqueur Coupe de Colombie) |
| Copa Sudamericana 2024                   | Independiente Medellín                          |
| Copa Sudamericana 2024                   | América de Cali                                 |
| Copa Sudamericana 2024                   | Deportes Tolima                                 |
| Copa Sudamericana 2024                   | Alianza Petrolera                               |
| Promotions et relégations                |                                                 |
| Promus en Primera A                      | Patriotas                                       |
| Promus en Primera A                      | Fortaleza C. E. I. F.                           |
| Relégués en Primera B                    | Unión Magdalena                                 |
| Relégués en Primera B                    | Atlético Huila                                  |